# バグパイプ

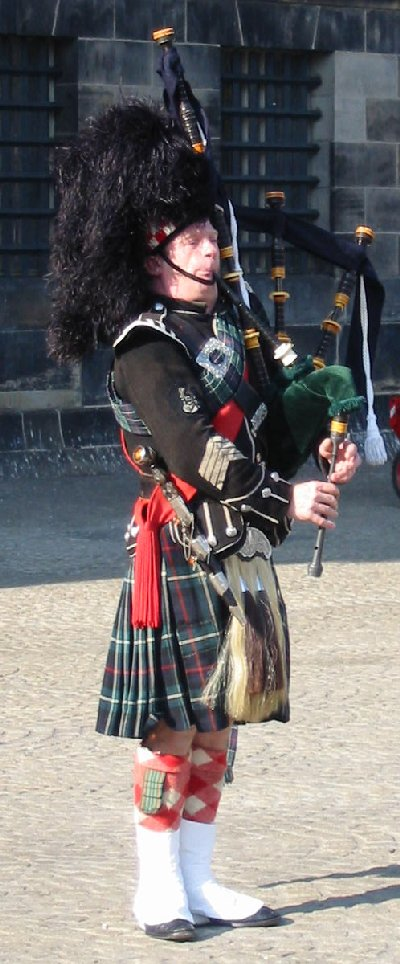
グレート・ハイランド・バグパイプの演奏者

バグパイプ（英: bagpipes、バッグパイプ）は、リード式の民族楽器。簧（リード）が取り付けられた数本の音管（パイプ pipe）を留気袋（バッグ bag）につなぎ、溜めた空気を押し出してリードを振動させ、音を出す。バグパイプの発音原理は有簧木管楽器と同じであり、一種の気鳴楽器ではあるが、必ずしも一般的な意味での「吹奏楽器」ではない。
送気方式として、人の呼気を用いるものと、鞴（ふいご）を使うものとがある。いずれも留気袋の押圧で音管に送る空気の量を調節し、区切りなく音を出し続けることができる。旋律を演奏する主唱管（チャンター chanter）の他に、1本から数本の通奏管（ドローン drone）が付き、同時に鳴奏される。
日本ではスコットランドのグレート・ハイランド・バグパイプが最も有名であり、単にバグパイプといえばほとんどの場合にこれを指す。この他にも独自のバグパイプが、アイルランド、イタリア、スペイン、ポーランド、トルコ、バルカン半島といった広い範囲に存在している。グレート・ハイランド・バグパイプは、アイルランドや、スコットランド系移民の多い北米やオーストラリア、ニュージーランドでも盛んに演奏される。また、インドを初めとする旧イギリス植民地諸国では、軍事パレードでバグパイプによる軍楽隊が編成されることがある。
毎年世界各国で開催されているパイプフェストが、日本では「パイプフェストジャパン」として2008年10月12-19日に関西を拠点として開催された。
2015年にスロバキアのバグパイプ文化がユネスコの無形文化遺産に登録され、2017年にはアイルランドのイリアン・パイプスが登録された。

## バグパイプの発達
エジプトのアールグール、イラクのマトブチなど、西アジアから北アフリカに見られるドローンとチャンターを兼ねた複管を備え、循環呼吸で演奏される笛がバグパイプの原型と考えられている。これが少し発展し、ひょうたんやココナッツで作られたリード室をもつものがインドの蛇使いの使う蛇笛プーンギなどである。
その後に現れた、循環呼吸奏法をしやすくするためにリード室を布や皮の袋にしたものが初期のバグパイプといえる。中にはドローンの数を増やした発展形もある。ツァンボウナ、トルン、ドゥーダといった東ヨーロッパ・バルカン半島近辺のバグパイプの仲間がこれにあたる。次の世代として、チャンターにダブルリードを採用して音に張りをもたせたものと、革袋をふいご形にしたものとの2系統がある。前者の代表例がスコットランドのバグパイプであり、後者の代表にはチェコのドーディなどがある。フランスのミュゼットは2系統の技術を併せもち、その音楽はフレンチ・アコーディオンへと発展した。また、アイルランドのイリアン・パイプスは巨大な補助ふいごとレギュレーターをもち、革袋を必要としなくなっている。

## 主な種類

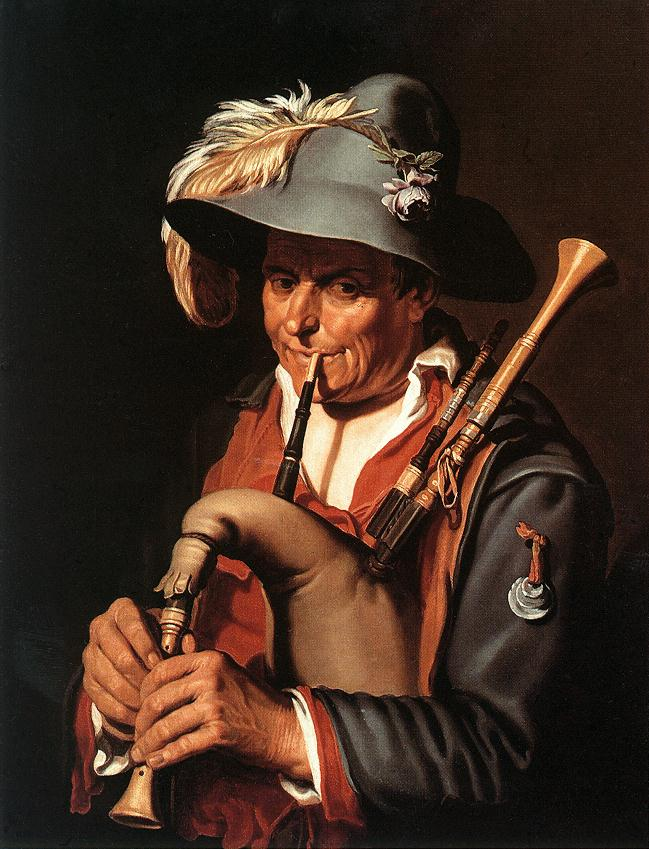
デンマーク 17世紀

- ガイダ (Гайда) - ブルガリアのバグパイプ
- ドゥダ (Duda) - ハンガリーのバグパイプ
- グレート・ハイランド・バグパイプ (Great Highland Bagpipe)
- スコティッシュ・スモールパイプ
- ミュゼット (Musette de cour / Baroque musette) - バロック時代のふいご式バグパイプ。民族楽器ではなくクラシック音楽の楽器として分類される唯一のバグパイプ。
- ザンポーニャ - イタリアのバグパイプ
- イリアン・パイプス (Uilleann pipes / Píb uilleann) - アイルランドの鞴式バグパイプ
- ノーサンブリアン・スモールパイプ(Northumbrian smallpipe) - 鞴式
- ビニュー / ビニュウ / ビニウ (Biniou) - ブルターニュ地方のバグパイプ
- ボーダー・パイプ / ローランド・パイプ - スコットランド低地地方のバグパイプ
- ガイタ(Gaita) / ガイタ・ガジェーガ (Gaita Gallega) / ガイタ・ガレーガ (Gaita Galega) - スペイン・ガリシア地方のバグパイプ
- ドゥディ (Dudy) - ポーランド・ヴィエルコポルスカ地方とポーランド・ルブシュ地方の古い型のバグパイプ
- コジョウ (Kozioł) ‐ ポーランド・シレジア地方とポーランド・ベスキド地方の古い型のバグパイプ
- ガイディ (Gajdy) ‐ ポーランド・ベスキド地方のバグパイプ（地中海周辺のイスラム教徒に共通する「ガイタ (Gaita)」が中世後期にオスマン帝国との交易によって伝わったもの）
- コザ / コプザ (Koza/Kobza) - ポーランド・ポドハレ地方の古い型のバグパイプ
- シェルシェンキ (Sierszenki) - ポーランド・ヴィエルコポルスカ地方の古い型のバグパイプ
- トルピル (en:Torupill) - エストニアのバグパイプ